# Етабле
Етабле (фр. Establet) насеље је и општина у источној Француској у региону Рона-Алпи, у департману Дром која припада префектури Ди.
По подацима из 2011. године у општини је живело 28 становника, а густина насељености је износила 2,23 становника/km². Општина се простире на површини од 12,58 km². Налази се на средњој надморској висини од 763 метара (максималној 1.400 m, а минималној 632 m).

## Демографија
| 1962. | 1968. | 1975. | 1982. | 1990. | 1999. | 2011. |
| ----- | ----- | ----- | ----- | ----- | ----- | ----- |
| 17    | 33    | 25    | 14    | 19    | 21    | 28    |

График промене броја становника у току последњих година